# 歪み (電子機器)
歪み（ひずみ、英: distortion）とは電気回路、伝送路における、系の非線形な応答により入出力の波形が相似形にならない現象。主に、増幅回路を含む系での性能指標として使用され、電気音響工学、通信工学、無線工学など、アナログ信号を扱う分野で広く性能指標に使用される。

## 電気音響工学での歪み

歪みのない波形（上）と歪んだ波形（下）

限界を超えた音は増幅回路の限界値で発音される。すると音を波形として捕らえたときに、波形の頂点が頭打ち（ヒステリシス）した形になる。が、増幅回路の限界値を超えなくても歪みは発生する場合があり、またスピーカーの振動や電気音響工学にかかわらず人間の発声などについても起こりえる物理現象である。歪みはこれまで雑音として扱われてきたが、主にロックを中心に表現の一部として利用するようになった。それに伴い一部の増幅回路（ギターアンプなど）も歪み値を可変できるように設計されるようになった。
オーディオアンプなどの電子部品の性能を表すために全高調波歪（歪率、THD）やTHD+N、SINAD（信号対雑音＋歪み比）などの指標が使われる。

## 無線通信回路での歪み
無線通信回路の歪みは品質に直結する重要項目である。オーディオ回路の歪みと違い、聴感上すぐわかるものではないので派手さは無いが、確実な送受信を陰で支える重要技術である。

### 送信系
- 送信近傍の影響：送信に使用される各回路は非常に高い線形性（低歪み）が要求される場合がある。送信信号が歪むと帯域幅が広がり、隣接チャネルに送信エネルギーの一部が漏れるようになり、隣接チャネルでおこなわれている通信を妨害する。この歪みは回路に使用されている素子の持っている非線形性が原因で生じる。なお、周波数変調やアナログ位相変調など定振幅変調の場合は、非線形であっても何ら問題ない。むしろ、歪ませることで、低消費電力、低コスト化を実現している。
- 高調波の影響：送信に使用される各回路の非線形性により高調波が発生し、他の通信を妨害する。送信近傍と違い周波数が離れているため、簡単なフィルタで除去可能である。

### 受信系
- 受信近傍の影響：受信に使用される各回路は、元々非常に微弱な信号を増幅するため、非常に高い線形性（低歪み）が要求される場合がある。受信信号が歪むと、隣接チャネルに強力な電波があった場合、隣接チャネルの帯域幅が広がり、自チャネルに落ち込み妨害となる。なお、周波数変調やアナログ位相変調など定振幅変調の場合は、非線形であっても何ら問題ない。むしろ、完全に歪ませる（飽和させる）ことで振幅変動やパルスノイズを抑圧し通信品質を高める。
- 相互変調歪（Inter Moulation Distortion, IMD）：2つ以上の異なる周波数の信号(電波)があった場合、受信信号が歪むと、周波数の和もしくは差の組み合わせによる周波数に、合成された信号が生じる。その合成信号の周波数が、必要とする信号の周波数(自チャンネル)であった場合、妨害となる。この2以上の周波数による信号は、必ずしも受信信号である必要は無く、受信信号と送信信号であったり、受信信号と各種のノイズであったりする。業務無線においては、それぞれの周波数の信号自体は明瞭に復調できる為、妨害問題の上位を占める。また、複数の規格を利用する携帯電話などでは、相互変調歪による受信帯域への妨害波が重要な問題となっている。
- 高調波の影響（Harmonics Distortion, HD）：受信に使用される各回路の非線形性により高調波が発生し、他の通信を妨害する。送信信号の高調波の回り込みも問題となる場合がある。単一周波数のみの受信回路では、急峻な特性のフィルタが多数使われるため、問題となることは少ないが、携帯電話を代表とする複数の規格を利用する受信回路では、単純にフィルタで除去することのできない場合が多い。